# Bubale de Swayne
Alcelaphus buselaphus swaynei
Sous-espèce
Statut de conservation UICN

EN : En danger
Le Bubale de Swayne est une antilope africaine généralement considérée comme une sous-espèce de bubales (Alcelaphus buselaphus swaynei). Certains auteurs lui reconnaissent cependant le statut d'espèce à part entière. Il est désormais restreint à quelques aires protégées de la vallée du Rift en Éthiopie.

## Systématique
Le nom scientifique complet (avec auteur) de ce taxon est Alcelaphus buselaphus swaynei (P.L.Sclater, 1892).

## Répartition
Il est originaire d'Éthiopie.